# Felsőegregy
Felsőegregy (románul: Agrij) falu Romániában, Szilágy megyében.

## Fekvése
Zilahtól délkeletre, Szentpéterfalva, Egregypósa és Pusztarajtolc közt fekvő település.

## Nevének eredete
Nevét az égerfákkal szegélyezett Egregy vizétől nyerte.

## Története
Felsőegregy (Egregy) nevét az oklevelek már 1310-ben említették. 
1440-ben Egregh, 1440-ben Felegreg, 1639-ben Feleggregy, 1721-ben Fel-Egregj néven írták.
1310-ben Mikod bán fia Miklós mester birtoka volt, aki Károly Róbert királytól nyert kiváltságot arra, hogy Egregyen ő és utódai a sóval és más árukkal terhelt szekerek után az eddigi egy dénár vám helyett két dénárt szedhessenek. E kiváltságát azért nyerte, mivel a királyt első erdélyi útja alkalmából Egregy helységben királyi módon megvendégelte.
1440-1467-ig a Dobokai család birtoka volt, azonban Mátyás király Dobokai Miklós birtokrészét annak hűtlensége miatt elvette és a Mindszenti testvéreknek: Jánosnak, Mátyásnak és Miklósnak adta.
1619-ben Prépostvári Zsigmond birtoka volt, aki felegregyi részbirtokát a hozzá való igaz barátságáért Rétsei Pálnak adta.
1733-ban végzett összeíráskor Felegregyen 44 román családot számoltak össze.
1890-ben 925 lakosa volt Felegregynek, melyből 67 magyar, 13 német, 835 román, 10 egyéb nyelvű, ebből 19 római katolikus, 817 görögkatolikus, 18 görögkeleti, 20 református, 51 izraelita. A házak száma 197 volt.
Felsőegregynek a Meszes-hegység tövében lévő tavát az 1800-as évek végén köszvényben és csúzban
szenvedők látogatták.
Felsőegregy a trianoni békeszerződés előtt Szilágy vármegye Zilahi járásához tartozott.

## Nevezetességek
- Görögkatolikus fatemploma. Harangján 1676-os évszám olvasható.